# Club Atlético Colegiales
Il Club Atlético Colegiales è una società calcistica di Asunción in Paraguay. Milita attualmente nella Segunda División de Paraguay, dopo aver militato per 18 anni (tra il 1983 ed il 2001) nella massima serie.

## Palmarès

### Competizioni nazionali
- División Intermedia: 1

1982

## Rosa 2010
| N. |                     | Ruolo | Calciatore         |
| -- | ------------------- | ----- | ------------------ |
| -  | Paraguay (bandiera) | P     | Miguel Angel Rojas |
| -  | Paraguay (bandiera) | P     | Enrique García     |
| -  | Paraguay (bandiera) | D     | Edgar Aranda       |
| -  | Paraguay (bandiera) | D     | Pedro Fernández    |
| -  | Paraguay (bandiera) | D     | Marcio González    |
| -  | Paraguay (bandiera) | D     | Victor Romero      |
| -  | Paraguay (bandiera) | D     | Ricardo Mora       |
| -  | Paraguay (bandiera) | D     | José Sosa          |
| -  | Paraguay (bandiera) | D     | Ruben Vallejos     |
| -  | Paraguay (bandiera) | C     | Juan Insfrán       |

| N. |                     | Ruolo | Calciatore            |
| -- | ------------------- | ----- | --------------------- |
| -  | Paraguay (bandiera) | C     | Cristian Noguera      |
| -  | Paraguay (bandiera) | C     | Joel Ovelar           |
| -  | Paraguay (bandiera) | C     | William Romero        |
| -  | Paraguay (bandiera) | C     | Rogelio Silvero       |
| -  | Paraguay (bandiera) | C     | Cristian Sugastti     |
| -  | Paraguay (bandiera) | A     | Christian Maciel      |
| -  | Paraguay (bandiera) | A     | Michell Paredes       |
| -  | Paraguay (bandiera) | A     | Héctor José Velásquez |
| -  | Paraguay (bandiera) | A     | Leonardo Villagra     |
| -  | Paraguay (bandiera) | A     | Derlis Yahari         |